# 112 Piscium
112 Piscium (112 Psc) es una estrella de magnitud aparente +5,90 situada en la constelación de Piscis.
De acuerdo a la nueva reducción de datos de Hipparcos, se encuentra a 109 años luz del sistema solar.
112 Piscium es una subgigante amarilla de tipo espectral G2IV.
Con una temperatura efectiva entre 5911 y 5929 K, es una estrella ligeramente evolucionada cuyo diámetro es un 66% más grande que el del Sol.
Gira sobre sí misma con una velocidad de rotación proyectada —límite inferior de la misma— de 5,6 km/s.
Su luminosidad es 3,7 veces superior a la del Sol y tiene una masa un 37% mayor que la masa solar.
Su edad aproximada es de 3080 millones de años.
En cuanto a su composición elemental, 112 Piscium es notable por su elevado contenido de metales, más del doble que el solar ([Fe/H] = +0,31).
No solo el hierro, sino todos los elementos evaluados son «sobreabundantes» en relación con los niveles solares; entre ellos destacan los elevados contenidos de magnesio y europio, tres veces y media más abundantes que en el Sol.
En cuanto al litio —elemento que presenta el rango de niveles más amplio entre estrellas semejantes al Sol—, 112 Piscium evidencia un nivel inferior al solar (logє[Li] = 0,95), pese a que el contenido de este elemento en nuestro Sol es ya muy bajo.